# Asturiano oriental
El asturiano oriental es una variante del idioma asturiano que comparte algunas características con el montañés de Cantabria, constituyendo éste un estadio más próximo al castellano, con características que antiguamente se dieron en esta última lengua. 
Según los lingüistas este dialecto se habla entre el río Sella y la frontera con Cantabria incluso internándose en esta comunidad. 
Rasgos
- Cerramiento de la -a final en -e: puerte, vieye, cerque... (puerta, vieya, cerca)
- Cerramiento (algunas zonas más que otras) de la -e en -i: llechi, ḥuenti (lleche, fonte)
- Plural en -as: las cabañas, las ñeñas, los parllamentaristas (les cabañes, les neñes)
- Aspiración de la 'f' latina: ḥariñe, aḥumáu, ḥitu (fariña, afumáu, fitu)
- Las palabras que empiezan por n- lo hacen en ñ-: ñuestru, ñuevas (nuesu, nueves)
- Posesivos mi, tu, su, ñuestru, vuestru (mio, to, so, nuesu, vuesu)
- Pronombres átonos mi, ti; diomi, frayóti (diote, frayóte)
- Terminación del neutro en -u: materie primu, ḥariñe blancu (materia primo, fariña blanco)
- Cambia la forma bue por güe: güenu (bonu)
- Aspiración de la 'f' en los diptongos en 'ue': ḥuercie, ḥuenti (fuercia, fonte)
- Conjugación irregular de algunos verbos como el ser: ero llaniscu (soi llaniscu en el normativo) o Lluis e llaniscu (Lluis ye llaniscu en el normativo)
- Conservación en algunas hablas (Cabrales) del primitivo diptongo /uo/: huonti, puorte, guoyu, buo (fonte, puerta, güeyu, güe).

Nota: En la zona más occidental de este dominio se conserva el plural femenino en -es (les cases), pero se convierte en -as en la parte central y oriental. Probablemente en otra época les cases se pronunciaba más al oriente que en la actualidad (la prueba sería el topónimo Llanes).